# Brigitte Hamann

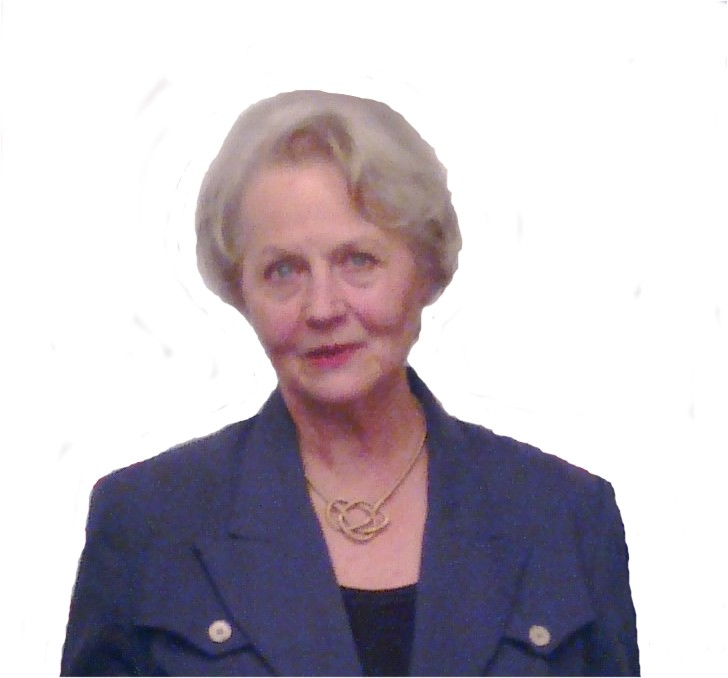
Brigitte Hamann

Brigitte Hamann, geb. Deitert (Essen, 26 juli 1940 – Wenen, 4 oktober 2016) was een Duits-Oostenrijkse historica en journaliste.
Birgitte Hamann studeerde Germanistiek en Geschiedenis in Münster en Wenen. Na haar doctoraalexamen werkte ze aanvankelijk als journaliste voor verschillende Duitse media. In 1965 trouwde ze met de Oostenrijkse historicus Günther Hamann en nam even daarop de Oostenrijkse nationaliteit aan. In 1978 promoveerde ze in Wenen op een proefschrift over de Oostenrijkse kroonprins Rudolf. Van dat boek verscheen in hetzelfde jaar een handelseditie. Het succes daarvan was zo groot dat ze zich als zelfstandig schrijfster kon vestigen en handhaven. Ze schreef talloze boeken over de Oostenrijkse geschiedenis. Naast het boek over Rudolf, hadden vooral haar biografie over keizerin Elisabeth en haar boek over Hitlers Wenen groot succes. Hamann werd talloze malen onderscheiden voor haar werk.

## Werken
- Rudolf, Kronprinz und Rebell, Wenen 1978
- Elisabeth, Kaiserin wider Willen, Wenen 1981
- Mit Kaiser Max in Mexiko, Wenen 1983
- Kaiserin Elisabeth. Das poetische Tagebuch, Verlag der Österr. Akademie der Wissenschaften, Wenen 1984
- Bertha von Suttner. Ein Leben für den Frieden, München 1986
- Nichts als Musik im Kopf. Das Leben von Wolfgang Amadeus Mozart, Wenen 1990 (Kinderboek)
- Hitlers Wien. Lehrjahre eines Diktators, Uitgeverij Piper, München, 1996, 8te Druk 1998, ISBN 3-492-22653-1.
- Winifred Wagner oder Hitlers Bayreuth, München 2002
- Der erste Weltkrieg. Wahrheit und Lüge in Bildern und Texten, München 2004
- Die Familie Wagner, Reinbek bij Hamburg 2005
- Kronprinz Rudolf. Ein Leben, Wenen 2005
- Mozart. Sein Leben und seine Zeit, Wenen 2006

## Prijzen
- Heinrich Drimmel Preis (1978)
- Premio Comisso (1982)
- Donauland Sachbuchpreis (1986)
- Wildgans Preis (1995)
- Kreisky Preis (1998)
- Bad Wurzacher Literaturpreis (1998)
- Ehrenmedaille der Bundeshauptstadt Wien in Silber (2006)